# Ludowici
Ludowici is een plaats (city) in de Amerikaanse staat Georgia, en valt bestuurlijk gezien onder Long County.

## Demografie
Bij de volkstelling in 2000 werd het aantal inwoners vastgesteld op 1440.
In 2006 is het aantal inwoners door het United States Census Bureau geschat op 1611, een stijging van 171 (11,9%).

## Geografie
Volgens het United States Census Bureau beslaat de plaats een oppervlakte van
5,7 km², geheel bestaande uit land. Ludowici ligt op ongeveer 21 m boven zeeniveau.

## Plaatsen in de nabije omgeving
De onderstaande figuur toont nabijgelegen plaatsen in een straal van 24 km rond Ludowici.